# Нестуля, Алексей Алексеевич
Алексей Алексеевич Нестуля (р. 25 марта 1957, с. Веселое, Первомайский район, Харьковская область, Украина) — ректор Полтавского университета экономики и торговли, доктор исторических наук.

## Биография
В 1974 году — окончил среднюю школу села Русская Поляна, Черкасского района, Черкасской области.
1974—1978 — учился в Полтавском государственном педагогическом институте на историческом факультете.
1978—1980 — служил в Вооружённых Силах СССР. После демобилизации приступил к работе на должность ассистента кафедры истории СССР и УССР в Полтавского национального педагогического университета имени Владимира Короленко.
1981—1985 — учился в аспирантуре Киевского национального университета имени Тараса Шевченко. После окончания вернулся на кафедру истории Полтавского национального педагогического университета имени Владимира Короленко, где работал до 1992 года на должностях ассистента, старшого преподавателя, доцента.
В 1986 — защитил кандидатскую диссертацию с истории Украины.
1992—1995 — пребывал в докторантуре Института истории НАН Украины НАНУ.
В 1996 — защитил докторскую диссертацию «Церковная старина Украины 1917—1941 рр.»
1997—1999, 2003 — работал заместителем главы Полтавской областной государственной администрации.
С 2000 и по сей день — заведующий кафедрой философии и политологии Полтавского университета потребительской кооперации Украины.
С 2003 — главный редактор "Научного вестника Полтавского университета экономики и торговли ".
28 ноября 2003 — избран ректором Полтавского университета экономики и торговли.